# Беликов, Игорь Алексеевич

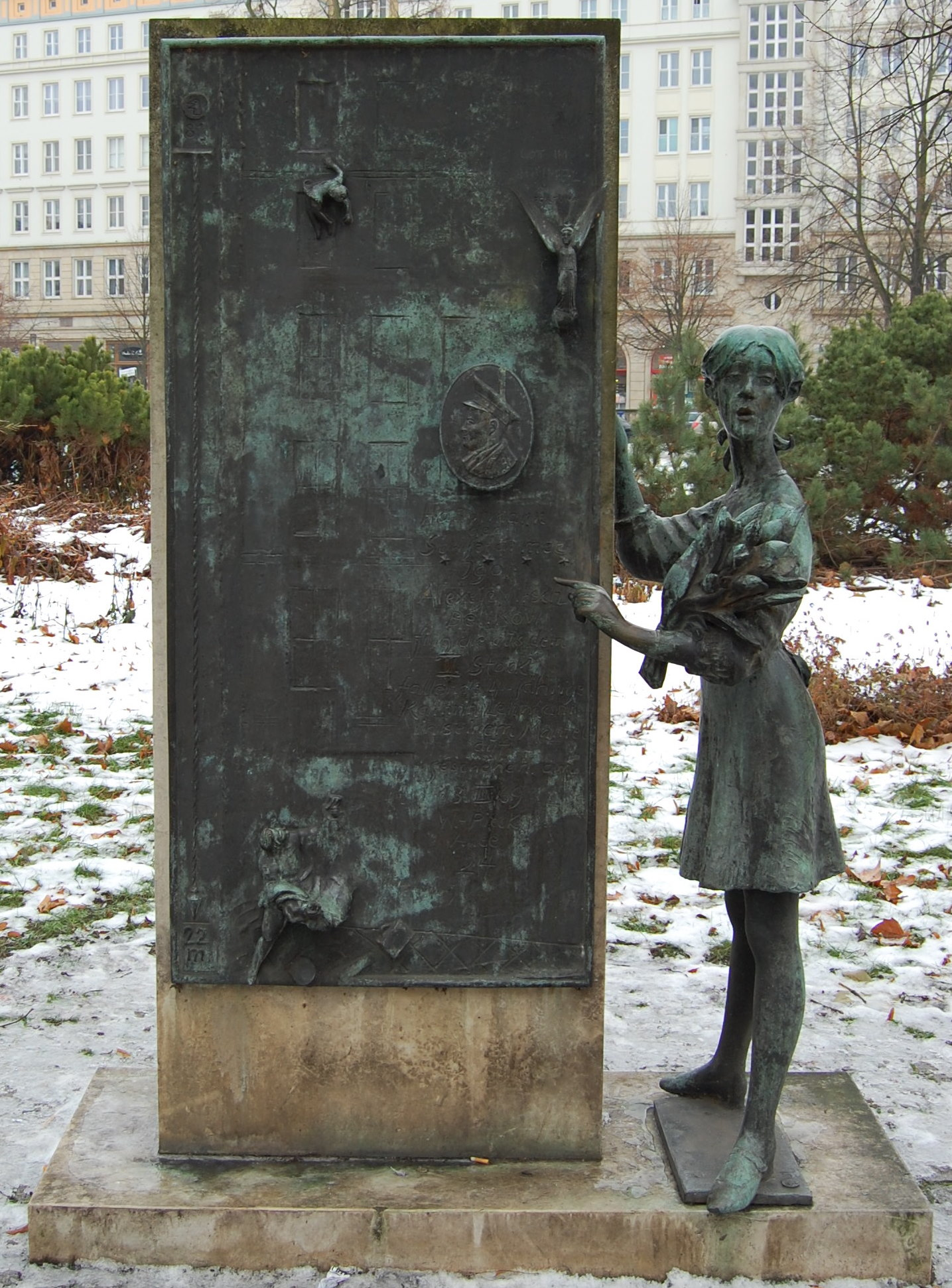
Бронзовая скульптура «Подвиг капитана Игоря Беликова» в Магдебурге

Игорь Алексеевич Беликов (26 февраля 1941, Харьков — 18 мая 2015, Луганск) — офицер советской армии. Почётный гражданин города Магдебурга. Был широко известен в ГДР благодаря геройскому спасению выпавшей из окна немецкой девочки Катрин Леманн.

## Биография
В середине 1960-х годов капитан ВВС Беликов служил в 16-й воздушной армии в составе ГСВГ. Его 126-я истребительная авиационная дивизия дислоцировалась под городом Цербстом. Ранним утром 13 марта 1969 года Беликов прибыл поездом в Магдебург для прохождения планового медицинского осмотра в магдебургском военном госпитале и до назначенного времени прогуливался в Старом Городе. У жилого дома 24 в стиле сталинского ампира по Вильгельм-Пик-аллее он заметил собравшуюся толпу, в испуге наблюдавшую, как из окна на 6-м этаже опасно перегнулась через подоконник маленькая девочка. Как выяснилось впоследствии, мать девочки Грета Леманн вышла в магазин, находившийся в том же доме на первом этаже, а оставшаяся одна дома 4-летняя Катрин выглядывала маму из окна. Беликов быстро сориентировался, бросился на помощь и успел поймать падавшую с высоты 22 метров девочку в свою шинель. Катрин осталась целой и невредимой, сам капитан получил вывих запястья.
За свой подвиг капитан Беликов был награждён золотым почётным знаком Общества германо-советской дружбы, медалью ГДР «За спасение жизни» и орденом ГДР «За заслуги перед Отечеством». Мать спасённой девочки подарила герою фотоаппарат. 9 июля 1977 года по случаю 60-летия Октябрьской революции Игорю Алексеевичу Беликову было присвоено звание почётного гражданина города Магдебурга. О подвиге капитана Беликова на киностудии DEFA был снят фильм «Герой за секунды», а писатель Готхольд Глогер написал рассказ для детей «Четверг Катрин». В Магдебурге к 15-летию геройского поступка был установлен бронзовый памятник «Подвиг капитана Игоря Беликова» работы Генриха Апеля. Сам Игорь Алексеевич скромно говорил, что он просто оказался в нужное время в нужном месте.
В 1970 году Беликов вернулся в СССР и поступил в Военно-воздушную академию имени Ю. А. Гагарина. Служил в Афганистане, на Кавказе, в Крыму, на Урале и в ЧССР. До 1988 года командовал аварийно-спасательной службой на космодроме Байконур. Служил начальником штаба воздушного командования в Грузии. После выхода на пенсию в звании полковника в 1991 году Беликов проживал с женой в Луганске и неоднократно бывал в гостях в Магдебурге по приглашению города, а в Берлине — по приглашению самой Катрин. Девочка выросла и переехала в Берлин, где работала страховым агентом по несчастным случаям. Взрослая Катрин дистанцируется от истории её спасения и не даёт интервью из-за газетной шумихи, и Беликов с пониманием относился к её решению. Приехав в Магдебург на 30-летие героического события, Игорь Алексеевич Беликов попросил власти оказать финансовую помощь 1-й городской больнице Луганска. В короткие сроки гуманитарная помощь из Германии была отправлена в Луганск, а больнице были перечислены средства.